# Тарасов Станіслав Васильович
Станіслав Васильович Тарасов (нар. 18 березня 1937 — пом. 23 травня 2018) — карельський поет, мисливець.

## Біографія
Станіслав Васильович Тарасов народився 18 березня 1937 року в селі Васількі, нині Лихославльского району Тверської області, в сім'ї учителя. Карел. Вірші почав складати ще в шкільні роки. Закінчивши вісім класів, поступив в школу сільських механізаторів. По комсомольській путівці поїхав на цілину в Павлодарську область. Повернувшись на батьківщину, працював водієм і одночасно — художнім керівником сільського будинку культури. Пізніше закінчив Сходненский хутрово-хутряний технікум і став мисливствознавством Лихославльского району.
Тарасов складав вірші на карельській (тверський говір) і російській мовах. Його віршам властиві ліризм, тонке почуття гумору і самоіронія. Головні теми творчості поета — кохання, життя на селі, а також роздуми про ряд сучасних проблем (наприклад, збереження національної ідентичності тверських карел). Свої вірші поет читав професорам університетів Фінляндії і Карелії, фінським студентам-філологам, а також односельцям.
Станіслав Васильович Тарасов публікувався в газетах «Сільське життя», «Правда», журналі «Росіяни», місцевих періодичних виданнях («Наше життя», «Тверське життя»), літературному альманаху «Твер-96», газеті «Карельське слово». У 1998 і 2008 роках за сприяння Тверської регіональної національно-культурної автономії тверських карел вийшли дві збірки віршів Тарасова, обоє під назвою «Рідний край» (карел. Oma Randa). Також його вірші увійшли до збірки «Альтанка: Поети Лихославлю».
У лютому 1999 року розповідь Станіслава Тарасова «Сльози» (карел. Küünelet) зайняла перше місце в конкурсі на кращу розповідь, написану на карельській мові. Героїня розповіді — карельська жінка, що доглядала за покаліченим у боях чоловіком до кінця його життя.
У 1999 році Станіслав Васильович взяв участь в поетичному конкурсі пам'яті поета Володимира Соколова, проведеному районною газетою «Наше життя».
В останні роки життя поет мешкав в рідних Васільках. Він добився відновлення васильківської каплиці святого великомученика Власия, зруйнованої в 1960-і роки.